# Club de Deportes Unión Española
Maillots
Actualités
Le Club Unión Española S.A.D.P. est un club chilien de football fondé le 18 mai 1897 et basé dans le quartier d'Independencia à Santiago, capitale du pays.
L'Unión Española joue ses matchs à domicile dans le stade Santa Laura-Universidad SEK depuis 1922. À l'origine le club de la communauté espagnole de la ville, l'équipe entretient une grande rivalité avec le CD Palestino, fondé par des immigrants palestiniens ainsi que l'Audax Italiano, club de la communauté italienne de Santiago. Ces 3 clubs jouent le derby des colonies.

## Historique
- 1897 : fondation du club sous le nom de Centro Español de Instrucción y Recreación
- 1922 : fusion avec le Club Ibérico Balompié (fondé en 1918) en Club de Deportes Unión Española

## Palmarès
| Compétitions nationales | Compétitions internationales              |
| - Championnat du Chili (7) : - Champion : 1943, 1951, 1973, 1975, 1977, 2005 (¹) et 2013 (³). - Vice-champion : 1945, 1948, 1950, 1970, 1972, 1973, 2004 (²), 2009 (¹) et 2012 (²). ¹ championnat d'ouverture ² championnat de clôture ³ championnat de transition - Coupe du Chili (3) : - Vainqueur : 1989, 1992, 1993 - Finaliste : 1977, 1988, 2022 - Supercoupe du Chili (1) : - Vainqueur : 2013 | - Copa Libertadores : - Finaliste : 1975. |

## Personnalités du club

### Anciens joueurs
- José María Buljubasich
- Ignacio González
- Emanuel Herrera
- Emerson Pereira
- Clarence Acuña
- Antonio Arias
- Fernando Astengo
- Hugo Berly
- Matías Campos Toro
- Atilio Cremaschi
- Lucas Domínguez
- Rubén Espinoza
- Luis Pedro Figueroa
- Alberto Fouilloux
- Pablo Galdames
- Marcos González
- Cristóbal Jorquera
- Honorino Landa
- Braulio Leal
- Rubén Martínez
- Sergio Navarro
- Manuel Neira
- Rafael Olarra
- Juan Olivares
- Nicolás Peric
- Pedro Reyes
- Francisco Rojas
- Ricardo Rojas
- Sebastián Rozental
- José Luis Sierra
- Héctor Tapia
- Nelson Tapia
- Patricio Toledo
- Marcelo Vega
- Leonardo Véliz
- Giovanny Espinoza
- Byron Tenorio
- Héctor Rial
- Jorge Dely Valdés
- Richart Báez
- Casiano Delvalle
- Christian Cueva
- Gustavo Biscayzacú
- Federico Elduayen
- Marcelo Fracchia
- Alexander Medina
- Carlos María Morales

### Entraîneurs
| - Manuel Casals (1940-1943) - Atanasio Pardo (1943) - Isidro Lángara (1950−1951) - Hernán Fernández (1954) - Sergio Navarro (1969) - Pedro Areso (1970) - Néstor Isella (1971−1972) - Luis Santibáñez (1973) - Jaime Ramírez (1974) - Manuel Rodríguez (1974) - Luis Santibáñez (1975−1977) - Pedro García (1978) - Luis Álamos (1978) - Germán Cornejo (1978−1979) - José María Silvero (1979) | - Orlando Aravena (1980) - Nicolás Novello (1981) - Orlando Aravena (1984−1985) - Héctor Pinto (1986−1988) - Luis Santibáñez (1988) - Manuel Rodríguez (1989−1991) - Nelson Acosta (1992) - Guillermo Yávar (1992) - Pedro García (1992) - Nelson Acosta (1993−1996) - Julio Comesaña (1996) - Jorge Américo Spedaletti (1996) - Guillermo Páez (1996−1997) - Luis Ahumada (1997) - Rogelio Delgado (1997) | - Guillermo Yávar (1998) - Juvenal Olmos (1999−2000) - Leonardo Véliz (2001−2002) - Roberto Hernández (2002−2003) - Fernando Carvallo (2003−2004) - Fernando Díaz (2005) - Fernando Carvallo (2006) - Manuel Rodríguez (2006) - Héctor Pinto (2007) - Marcelo Espina (2007−2008) - Jorge Garcés (2008) - Luis Hernán Carvallo (2008−2009) - José Luis Sierra (2009) - Rubén Israel (2009−2010) - José Luis Sierra (2010-) |